# Пустовойтова Анна Теофілівна
Анна Теофілівна Пустовойтова (або Анна Генріка Пустовойтовна; 26 липня 1838, Люблінська губернія — 2 травня 1881, Париж) — польська революціонерка, військовичка та дворянка. 
Донька російського генерала Трохима (Теофіла) Павловича Пустовойтова та польської дворянки Маріанни з дому Косаковських, герба Слепврон.
Спочатку навчалась у Любліні, потім у жіночій школі у Варшаві, після чого разом із сестрою закінчила Пулавський інститут шляхетних дівчат. Після школи жила в Любліні, брала активну участь в багатьох релігійних та патріотичних заходах. У 1861 році за участь в одній із демонстрацій була засуджена.
Вперше її ім'я з'явилося у офіційних документах після антиурядових маніфестацій восени 1861 року в Житомирі, де тимчасово проживала родина.
Найбільш відома участю в Польському повстанні 1863—1864 років, коли переодягнулась чоловіком на ім'я Михайло Смок та воювала під керівництвом Маріана Лангевича.
Після полону 26 листопада 1863 року заслана до Вологодської губернії, але у 1867 році амністована.
Після звільнення емігрувала спочатку до Праги, потім до Швейцарії; у 1870 році переїхала у Париж, де брала активну участь у Французько-прусській війні та Паризькій комуні як військова медсестра, також воювала на барикадах; за участь у Французько-прусській війні нагороджена Хрестом «За заслуги». Після поразки Паризької комуни була арештована, але потім звільнена завдяки втручанню міжнародного «Червоного Хреста». 
Прожила в Парижі до кінця життя. Померла уві сні від серцевого нападу, похована на цвинтарі Монпарнас у Парижі.

## Зображення

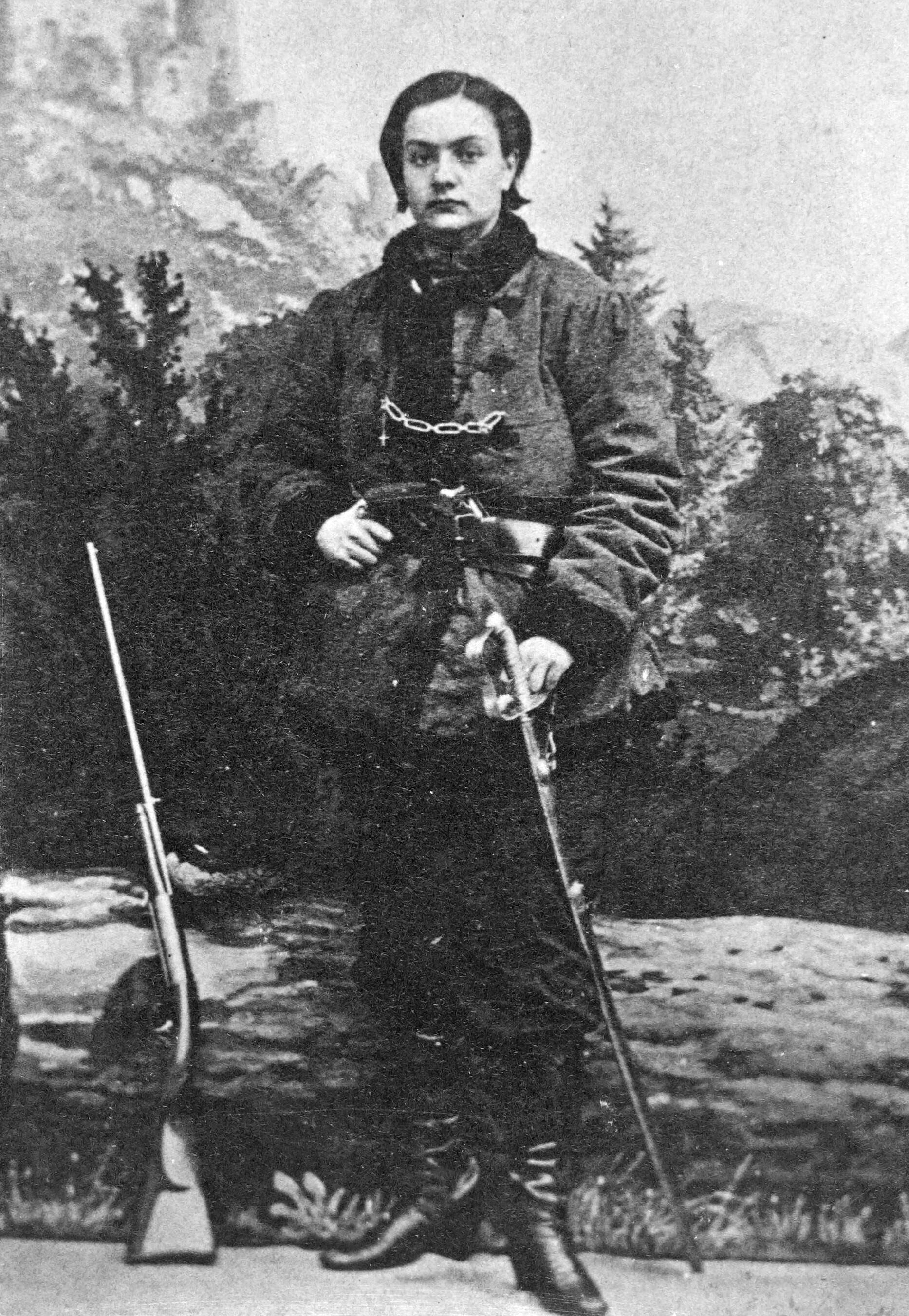
Анна Пустовойтова в чоловічому мундирі повстанця 1863 р.
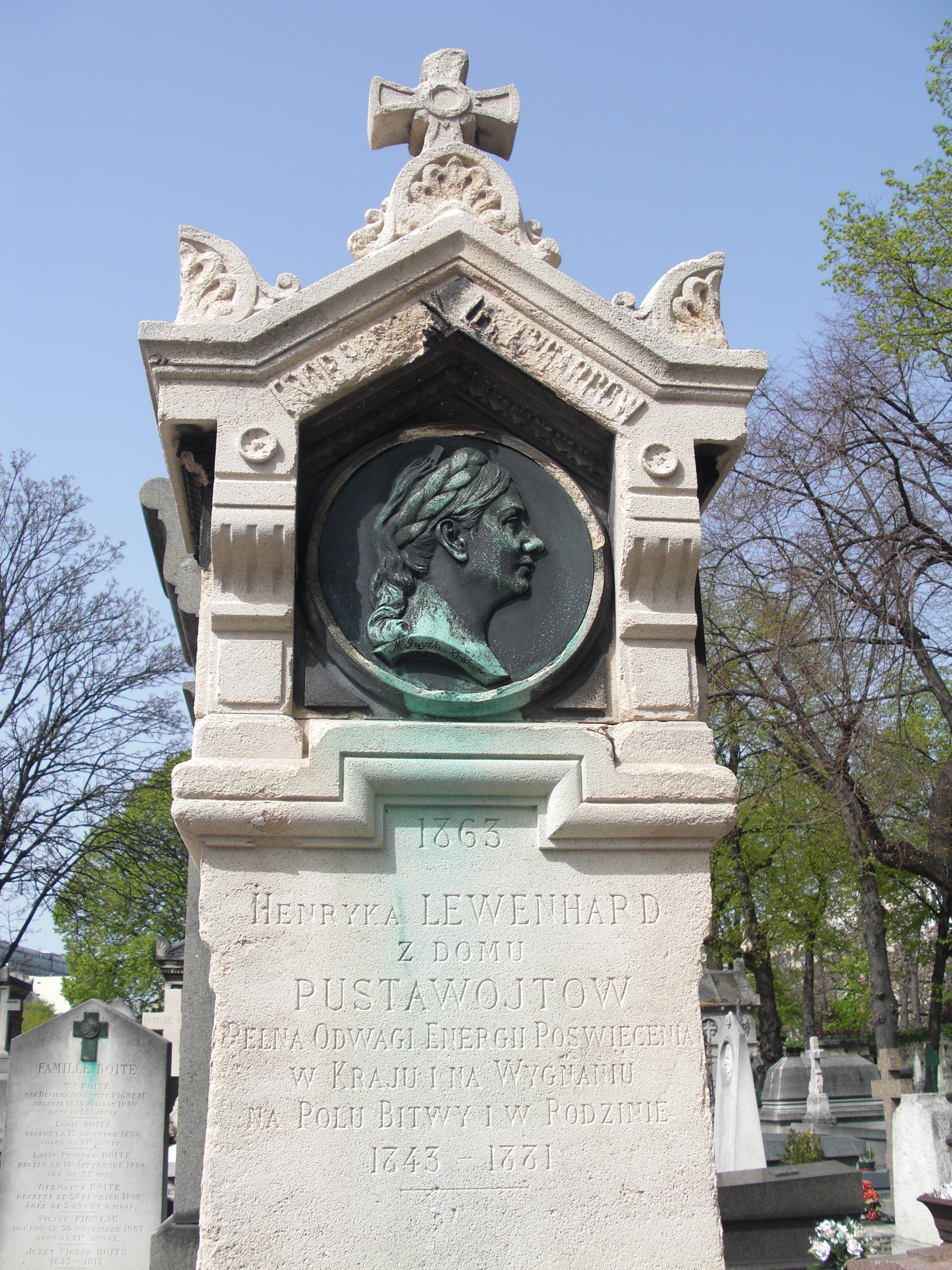
Надгробок Анни Пустовойтової на цвинтарі Монпарнас
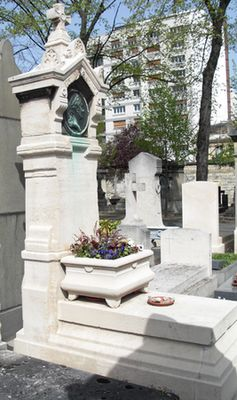
Надгробок Анни Пустовойтової роботи Марселія Гуйського